# Sękowo (województwo warmińsko-mazurskie)
Sękowo (niem. Schönkau) – wieś w Polsce położona w województwie warmińsko-mazurskim, w powiecie działdowskim, w gminie Działdowo.
W okresie międzywojennym stacjonowała tu placówka Straży Celnej „Sękowo”.
W latach 1975–1998 miejscowość administracyjnie należała do województwa ciechanowskiego.